# Portretul lui Don Ramón Satué
Portretul lui Don Ramón Satué este o pictură în ulei pe pânză realizată în 1823 de pictorul spaniol Francisco Goya, aflată în colecția Rijksmuseum. Este singura pictură realizată de Goya deținută public în Țările de Jos.

## Pictura
Judecătorul Ramón Satué, membru al curții de la Madrid numită „Sala de Alcaldes de Corte per la Audiencia Territorial”, stă în picioare, prezentat doar pe jumătate, privind spre stânga și se întors pentru a privi către auditoriu. Poartă un costum negru, cu o vestă roșie și cămașă albă, deschisă la gât. Părul îi este ciufulit și mâinile îi stau în buzunarele pantalonilor.

## Proveniență
Această pictură a fost achiziționată în 1922 de Vereniging Rembrandt și a fost dăruită Rijksmuseum, unde a fost inclusă în toate cataloagele muzeului de atunci și până acum. A aparținut inițial colecției marchizului de Heredia din Madrid care a vândut-o prin Benito Garriga din același oraș prin licitație în 1890 la Hôtel Drouot din Paris. S-a vândut cu 1.500 de franci (lotul nr. 3). Aceeași casă de licitații a vândut-o din nou în 1902 (lotul nr. 21) pentru 9.510 franci către Dr. Joachim Carvalho pentru proprietatea sa Château de Villandry, Franța.

## Portretul ascuns
În timp ce experții suspectau deja că există o altă compoziție sub acest portret al judecătorului Satué, cercetătorii Joris Dik și Koen Janssens au folosit tehnologia cu raze X pe care au dezvoltat-o pentru a examina acest tablou și au descoperit că acesta arată într-adevăr un alt portret în persoana unui senior oficial francez având medalii la piept: un general sau chiar regele Spaniei, Joseph Bonaparte. Acea pictură ar fi fost realizată în jurul anului 1810 în timpul Războiului Peninsular. Potrivit lui Joris Dik, „Goya, știm, a reușit să supraviețuiască ambelor situații politice - transferul Spaniei către francezi și înapoi în Spania ... După 1820, [un astfel de portret] ar fi putut fi periculos. Atunci credem că peste portretul vechi a fost pictată figura pe care o putem vedea acum, deoarece pictura respectivă datează din 1823.”